# Timofey Skatov
Timofey Skatov (nació el 21 de enero de 2001) es un jugador de tenis kazajo.
Skatov su ranking ATP  más alto de singles fue el número 123, logrado el 11 de septiembre de 2023. Su ranking ATP más alto de dobles fue el número 627, logrado el 17 de julio de 2023.
Skatov hizo su debut en el cuadro principal de Grand Slam en el Abierto de Australia 2022, luego de pasar la clasificación.

## Títulos ATP Challenger (2; 2+0)

### Individuales (2)
| N.° | Fecha                | Torneo    | Superficie    | Oponente en la final | Resultado     |
| --- | -------------------- | --------- | ------------- | -------------------- | ------------- |
| 1.  | 9 de octubre de 2022 | Parma II  | Tierra batida | Jozef Kovalik        | 7-5, 6-7, 6-4 |
| 2.  | 25 de mayo de 2024   | Augsburgo | Tierra batida | Elmer Møller         | 3-6, 7-5, 6-3 |